# Screwed Up
Albums de Screwball
Loyalty
(2001) Classics
(2007)
Screwed Up est une compilation de Screwball, sortie le 19 juillet 2004.
Cet album comprend des reprises et des remixes de certains des titres des deux premiers albums, ainsi que des morceaux inédits.

## Liste des titres

### Disque 1
| No  | Titre                                                              | Contient un (des) sample(s) de                                  | Durée |
| --- | ------------------------------------------------------------------ | --------------------------------------------------------------- | ----- |
| 1.  | Stretch Armstrong/Poet (Intro)                                     |                                                                 |       |
| 2.  | Urban Warfare (Remix)                                              |                                                                 |       |
| 3.  | Dirt Thugs (featuring Godfather Don)                               |                                                                 |       |
| 4.  | Torture (featuring M.O.P.)                                         | If You Lose Your Woman de Zoo                                   |       |
| 5.  | Who?                                                               |                                                                 |       |
| 6.  | That Shit                                                          | Take the Night Off de LaBelle                                   |       |
| 7.  | Take It There                                                      | There's a Train Leavin' de Quincy Jones                         |       |
| 8.  | Guilty                                                             |                                                                 |       |
| 9.  | Seen It All                                                        | Superstar d'Hugo Montenegro Incarcerated Scarfaces de Raekwon   |       |
| 10. | Loyalty (featuring Cormega)                                        | I Love You More Than You'll Ever Know de Blood, Sweat and Tears |       |
| 11. | The Blocks (feature Nature)                                        |                                                                 |       |
| 12. | Hostyle                                                            |                                                                 |       |
| 13. | Real Niggaz                                                        |                                                                 |       |
| 14. | Greatest on Earth                                                  |                                                                 |       |
| 15. | Attn A&R Dept                                                      |                                                                 |       |
| 16. | You Love to Hear the Stories (Pete Rock Remix) (featuring MC Shan) |                                                                 |       |
| 17. | Be On Your Way (featuring Fred Fowler)                             |                                                                 |       |

### Disque 2
| No  | Titre                                       | Contient un (des) sample(s) de                                        | Durée |
| --- | ------------------------------------------- | --------------------------------------------------------------------- | ----- |
| 1.  | Like a Gangster (featuring Matrix Bars)     |                                                                       |       |
| 2.  | The Operation (featuring Nashawn)           |                                                                       |       |
| 3.  | Gorillas (featuring N.O.R.E. et Kool G Rap) | When There's a Will, There's a Way des Crusaders                      |       |
| 4.  | F.A.Y.B.A.N                                 | Tremendous de Mama Mystique                                           |       |
| 5.  | What the Deal? (featuring Cormega)          | The Smile de David Axelrod                                            |       |
| 6.  | Where U at? (featuring Nature)              |                                                                       |       |
| 7.  | On Point (Remix)                            |                                                                       |       |
| 8.  | Heat Is On (Remix) (featuring Prodigy)      |                                                                       |       |
| 9.  | I Ain't Saying Nothing                      |                                                                       |       |
| 10. | Somethings Gotta Give                       |                                                                       |       |
| 11. | Crime Unit                                  |                                                                       |       |
| 12. | Ride for Free                               |                                                                       |       |
| 13. | Who Shot Rudy?                              |                                                                       |       |
| 14. | Taking All Bets                             |                                                                       |       |
| 15. | Screwed Up                                  | Life Could de Rotary Connection Never Can Say Goodbye de O'Donel Levy |       |
| 16. | On the Real (featuring Cormega et Havoc)    | Move Over des Soul Children One Love de Nas featuring Q-Tip           |       |
| 17. | Shouts                                      |                                                                       |       |